# 아세타졸아마이드
아세타졸아마이드(acetazolamide)는 녹내장, 뇌전증, 고산병, 주기마비, 특발성 두개내 고혈압, 심부전 등의 치료와 소변을 알칼리화하는 데에 사용되는 약물이다. 개방각 녹내장의 장기간 치료나, 급성 폐쇄각 녹내장의 수술 전에 단기간 치료약으로 사용할 수 있다. 경구나 정맥 주사로 투여한다. 아세타졸아마이드는 1세대 탄산무수화효소 억제제로, 눈에서 안구액과 오스몰랄농도를 감소시켜 안압을 낮추는 작용을 할 수 있다. 디아목스(Diamox) 등의 상품명으로 판매된다.
흔한 부작용에는 손발의 저림, 이명, 식욕부진, 구토, 졸림 등이 있다. 콩팥이나 간에 문제가 있거나 설폰아마이드 알레르기가 있는 환자에게는 권장하지 않는다. 아세타졸아마이드는 이뇨제이며 탄산무수화효소 억제제에 속한다. 이산화탄소와 물로부터 수소 이온과 중탄산염이 형성되는 것을 억제하는 방식으로 작용한다.
아세타졸아마이드는 1952년부터 의학적 용도로 사용되었다. WHO 필수 의약품 목록에 포함되어 있다. 복제약으로도 이용 가능하다.

## 의학적 사용
녹내장, 약물로 인한 부종, 심부전으로 인한 부종, 뇌전증을 치료하기 위해 사용하며 수술 이후 안압을 낮추기 위해서도 이용된다. 고산병, 메니에르병, 특발성 두개내 고혈압, 신경근 질환의 치료에도 사용한다.
뇌전증에서 아세타졸아마이드는 주로 월경성 뇌전증의 치료에 이용되며, 불응성 뇌전증 시에 다른 치료에 추가 약제로 사용하기도 한다. 여러 인터넷 웹사이트에서 아세타졸아마이드를 마르판 증후군 환자에서 경막 확장증을 치료하기 위해 사용할 수 있다고 기술하고 있으나, 이러한 주장을 뒷받침하는 유일한 근거는 14명의 환자를 대상으로 하여 수행된, 동료평가나 저널 출판을 거치지 않은 소규모 연구뿐이다. 마르판 증후군 관련 두개내 저혈압에 관하여 수행된 여러 연구에서는 특별한 적응증이 있지 않는 한 아세타졸아마이드 사용을 경고하는데, 이는 오히려 아세타졸아마이드로 인해 두개내압이 더 떨어질 수 있기 때문이다. 2012년의 메타분석 연구에서는 "제한적인 근거"뿐이지만 아세타졸아마이드는 중추성 수면 무호흡증의 치료로 "고려해 볼 수 있다"라고 밝혔다.
메토트렉세이트로 인한 콩팥 손상을 예방하기 위해 소변을 알칼리화할 때에도 사용되어 왔는데, 소변이 알칼리화되면 메토트렉세이트의 소변에 대한 용해도가 증가하여 배설이 빨라진다. 편마비 편두통 예방에 사용할 수 있다는 연구 결과도 몇몇 존재한다.

### 개방각 녹내장
개방각 녹내장은 녹내장의 가장 흔한 유형으로, 눈 안에 차 있는 액체인 안방수가 나가는 출구가 막히지 않고 열려 있는 경우를 말한다. 아세타졸아마이드는 이러한 개방각 녹내장의 치료에 사용된다. 탄산무수화효소 억제제는 안구액의 양과 안방수의 오스몰랄농도를 감소시켜 안압을 낮추는 작용을 한다.

### 고산병
급성 고산병의 치료에도 아세타졸아마이드가 이용된다. 고산병의 예방과 치료에 있어 아세타졸아마이드는 콩팥이 탄산의 짝염기인 중탄산염을 재흡수하는 과정을 억제한다. 소변으로 배설되는 중탄산염의 양이 늘어나면서 혈액의 pH가 산성 쪽으로 움직인다. 일반적으로 CO2 양이 증가하면 pH가 낮아지는데, 우리 몸은 혈액의 pH를 통해 간접적으로 혈액 내에 CO2가 얼마나 있는지를 감지한다. 따라서 중탄산염이 콩팥으로 많이 빠져나가면서 혈액이 산성에 가까워지면 우리 몸은 CO2 양이 늘었다고 인지하게 된다. 이로 인해 몸은 1분에 들이쉬고 내쉬는 공기의 양인 분당 환기량을 늘려 CO2를 몸에서 내보내려고 한다. 호흡량이 늘면서 최종적으로 혈중 산소의 양이 증가한다. 아세타졸아마이드는 급성 고산병을 즉시 치료하는 약이 아니고, 몸이 주어진 기후에 적응하는 기후순응 과정을 빠르게 거치게 하여 증상을 완화시키는 역할을 한다. 또는 여행 전에 복용하여 몸이 미리 적응할 수 있도록 한다. 아세타졸아마이드는 고산병 초기에 투약을 시작하여도 효과적인 치료제이다. 예방 차원에서 높은 곳으로 이동하기 하루 전에 복용하기 시작하여, 높은 곳에 있을 때 첫 2일 동안 지속적으로 복용한다.

## 부작용
흔한 부작용에는 감각이상, 피로감, 졸림, 우울감, 활력의 감소, 쓰거나 금속의 맛이 느껴지는 경우, 구역질, 구토, 경련성 복통, 설사, 흑색변, 다뇨증, 신장결석, 대사성 산증, 전해질 이상(저칼륨혈증, 저나트륨혈증) 등이 있다. 그보다 드문 부작용에는 스티븐스-존슨 증후군, 아나필락시스, 조혈장애 등이 있다.

## 금기증
아세타졸아마이드의 금기증은 다음과 같다.
- 고염소성 산증
- 저칼륨혈증
- 저나트륨혈증
- 부신부전
- 콩팥 기능 손상
- 아세타졸아마이드나 다른 설폰아마이드 약물에 대한 과민성
- 간질환이나 간 기능이 손상된 경우. 간경변증이 있는 경우에도 아세타졸아마이드로 인해 암모니아의 청소율이 떨어져 간성 뇌증 발생 위험이 증가할 수 있다.
- 중증 만성 폐쇄성 폐질환(COPD) - 아세타졸아마이드 치료 시에 각별한 주의를 기울여야 한다.[25]

### 임신과 수유
오스트레일리아에서 아세타졸아마이드는 임산부 금기 약물 B3군에 들어간다. 이는 쥐, 생쥐, 토끼를 대상으로 경구나 정맥 주사로 아세타졸아마이드를 투여했을 때 사지 결함 등 태아의 기형 발생 위험이 증가했다는 것을 의미한다. 그럼에도 불구하고 사람에서 임신 시 투여를 해도 되는지에 대한 근거는 부족하다.
수유 중인 엄마가 아세타졸아마이드를 복용했을 때의 효과에 대한 데이터는 제한적이다. 치료 용량만큼 아세타졸아마이드를 투여한 경우 모유에서는 낮은 농도의 아세타졸아마이드가 검출되며, 신생아에게 문제를 일으킬 정도는 아니라고 생각되고 있다.

## 상호작용
아세타졸아마이드가 상호작용할 수 있는 약물은 다음과 같다.
- 암페타민 - 아세타졸아마이드가 세뇨관의 소변 pH를 증가시키기 때문에 암페타민의 청소율이 감소한다.
- 다른 탄산무수화효소 억제제 - 탄산무수화효소 억제 효과가 증가하므로 독성의 발생 위험이 생긴다.
- 시클로스포린 - 아세타졸아마이드가 시클로스포린의 혈장 농도를 증가시킬 수 있다.
- 트리메토프림, 메토트렉세이트, 페메트렉시드, 랄티트렉시드 등의 항엽산제
- 리튬 - 아세타졸아마이드가 리튬의 소변 배설을 증가시켜 치료 효과를 떨어뜨릴 수 있다.
- 메텐아민 - 메텐아민의 소변 배설이 감소할 수 있다.
- 페니토인 - 페니토인의 배설이 감소하여 독성 위험이 증가한다.
- 프리미돈 - 프리미돈의 혈장 농도가 감소하여 항경련 효과가 감소한다.
- 퀴니딘 - 퀴니딘의 소변 배설이 감소하여 독성 위험이 증가한다.
- 살리시산염 - 심각한 살리실산염 독성 위험이 있다.
- 중탄산염 나트륨 - 신장결석 형성의 위험이 있다.
- 항응고제, 심장 글리코사이드 - 아세타졸아마이드로 인해 효과가 강화될 수 있다.

## 작용 기전

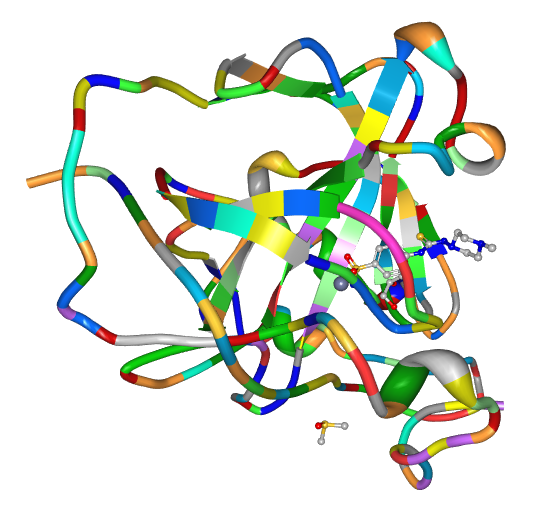
리본 다이어그램으로 그려진 탄산무수화효소 복합체에 공-막대 모형으로 그려진 설폰아마이드가 결합해 있다. 설폰아마이드는 탄산무수화효소 억제제로 작용한다.

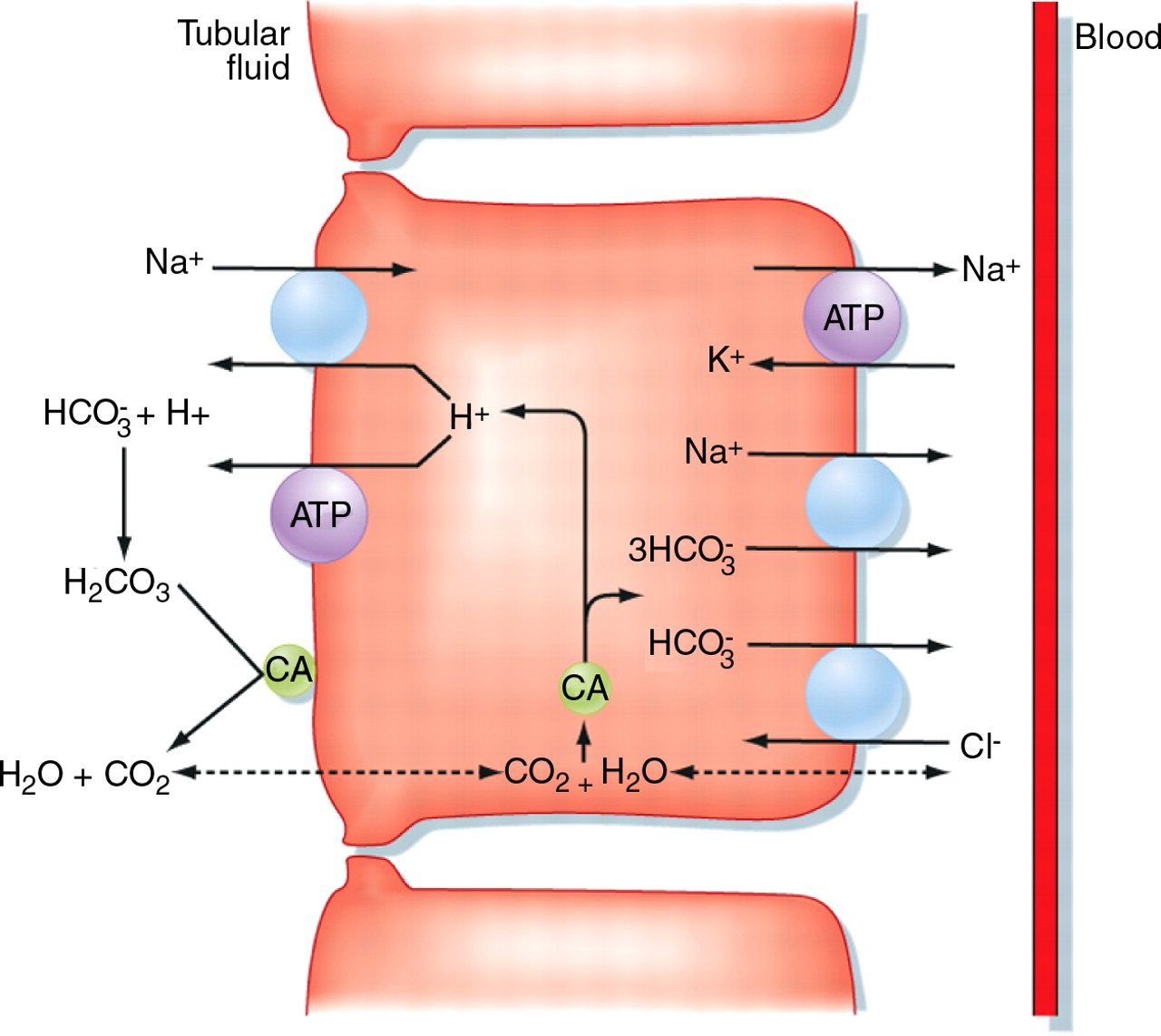
근위곡세뇨관. 소변이 지나가는 공간은 그림의 왼쪽이다.

아세타졸아마이드는 탄산무수화효소 억제제로 탄산의 축적을 일으킨다. 탄산무수화효소는 적혈구와 그 외 많은 체내 조직에서 발견되는 효소로, 아래의 반응을 촉매한다.
H2CO3 ⇌ H2O + CO2
따라서 탄산이 다음의 반응을 거치면서 혈중 pH가 내려간다.
H2CO3 ⇌ HCO3− + H+
이때의 pKa는 6.3이다.
이뇨 기전은 콩팥의 근위세뇨관에서 발생한다. 탄산무수화효소는 근위세뇨관에 존재하여 중탄산염, 나트륨, 염소의 재흡수를 일으킨다. 탄산무수화효소가 억제되면 탄산무수화효소에 의해 재흡수되는 이온들이 과도한 물과 함께 배설되어 혈압, 안압, 두개내압이 낮아진다. 탄산무수화효소 억제제의 일반적인 부작용은 이러한 작용으로 인한 칼륨의 소실이다. 중탄산염이 배설되며 혈액은 산성에 가까워지며, 이를 보상하기 위해 호흡보상이 발생하여 평소보다 깊은 양상의 호흡(쿠스마울호흡)을 한다. 따라서 혈중 산소 농도는 높아지며 이산화탄소 농도는 낮아진다. 눈에서는 이로 인해 안방수의 양이 줄어든다.
정상적인 콩팥 근위세뇨관에소는 세포 안에서 탄산무수화효소에 의해 만들어진 탄산(H2CO3)은 세포 안에서 빠르게 중탄산염(HCO3−)과 H+ 이온으로 해리된다. 중탄산염은 세포의 기저외측막(basolateral membrane)에서 나트륨 이온과의 공동수송체나 염소 이온과의 역수송체를 통해 혈액으로 수송된다. 혈액으로 들어간 중탄산염은 혈액의 pH가 내려가 산성에 가까워지면 약한 염기성 완충제로 작용하여 양성자를 받을 수 있다. 세포 안에 남은 수소 이온은 정단막(apical membrane)에서 나트륨 이온과의 역수송체를 통해 세뇨관으로 나가 소변을 산성으로 만든다. 세뇨관에서 수소 이온은 수소 이온이 떨어져 나간 다른 중탄산염 이온과 다시 결합하여 탄산이 된다. 중탄산염 자체는 극성을 띠므로 세포막으로 확산될 수 없고, 다시 만들어진 탄산은 탄산 형태 그대로 세포로 재흡수되거나 세뇨관 내강의 탄산무수화효소를 통해 이산화탄소와 물이 되어 재흡수된다. 이러한 과정을 통해 세뇨관 내강에 전체적으로 중탄산염보다 수소 이온이 더 많아지고, 생리적 pH보다 세뇨관이 더 산성이 된다. 그러므로 내강에 있는 중탄산염이 다시 탄산이나 이산화탄소와 물의 형태로 다시 확산되어 세포로 돌아올 가능성이 높아진다.
요약하면 정상 상황에서 세뇨관 내강과 근위곡세뇨관 세포의 탄산무수화효소는 소변을 산성화시키고 중탄산염을 체내로 수송하는 역할을 한다. 또 다른 효과는 내강의 전기적 중성을 유지하기 위해 염소 이온을 배설하며 나트륨 이온은 재흡수시킨다.
아세타졸아마이드는 이 과정을 방해하여 소변으로의 나트륨 이온과 중탄산염 이온 배설량은 증가시키고 수소 이온과 염소 이온 양은 감소시킨다. 반대로 혈청의 나트륨 이온과 중탄산염 이온은 줄어들고 수소 이온과 염소 이온은 늘어난다. 물은 일반적으로 나트륨 이온을 따라 이동하므로, 이뇨가 활발해진다. 이뇨가 잘되면 혈액량이 줄어들며 심장의 전부하를 줄여 심장의 수축력을 개선하고, 혈압을 낮춘다. 또한 부종을 치료하고 두개내압을 감소시킨다.